# Quintette du Hot Club de France

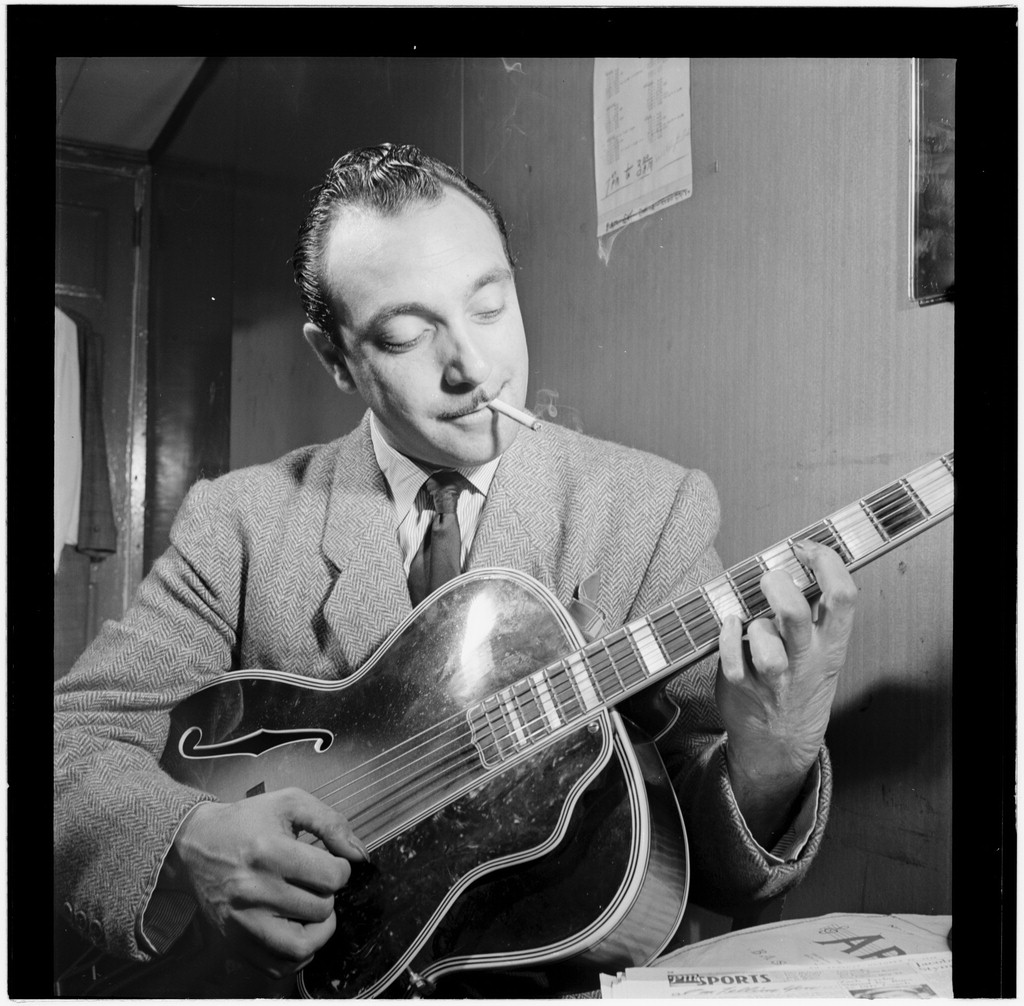
Django Reinhardt no Aquarium Jazz Club de Nova Iorque, 1946.

O Quintette du Hot Club de France foi uma banda de jazz fundada na França em 1934 pelo guitarrista Django Reinhardt e pelo violinista Stéphane Grappelli, e ativa com diferentes formações até 1948.
Uma das primeiras e mais importantes bandas de continental jazz da Europa, o Quintette foi descrito pelo crítico Thom Jurek como "uma das bandas mais originais na história do jazz gravado".
A sua formação mais famosa apresenta Reinhardt, Grappelli, o baxista Louis Vola, e os guitarristas rítmicos Roger Chaput e Joseph Reinhardt (irmão de Django) que preenchiam o som do conjunto e acrescentavam percussão ocasional.